# Eizō Sakuhinshū Vol. 2
Eizō Sakuhinshū Vol. 2: Live at Budokan + (jap. 映像作品集 2巻) je drugi videoalbum japanskog rock sastava Asian Kung-Fu Generation, objavljen 20. travnja 2005. pod izdavačkom kućom Ki/oon Records.
To je ujedno bio i njihov prvi DVD s nastupom uživo, snimanog na turneji "Tour Suihai 2004 - No!Member, Novemer-," u Budokanu. Album sadrži dva diska, na prvom se nalaze ukupno 22 pjesme s njihovih prethodnih albuma Kimi Tsunagi Five M, Sol-fa i Hōkai Amplifier, a na drugom snimke koncerta u Shimokitazawa Shelter Clubu 2. studenog 2004., te dokumentarac sniman na sveučilištu Kanto Gakuin kojeg je režirao Taoshiaki Toyoda.

## Popis pjesama

### Prvi disk
- Uživo u Nippon Budokanu

| Br. | Skladba                              | Trajanje |
| --- | ------------------------------------ | -------- |
| 1.  | »Opening«                            |          |
| 2.  | »Resonance" - "Shindo-Kaku«          |          |
| 3.  | »Rewrite«                            |          |
| 4.  | »Sunday«                             |          |
| 5.  | »Flashback«                          |          |
| 6.  | »Mirai no Kakera«                    |          |
| 7.  | »Midnight" - "24ji«                  |          |
| 8.  | »Re:Re«                              |          |
| 9.  | »My World«                           |          |
| 10. | »Beyond the Night" - "Yoru No Mukou« |          |
| 11. | »Last Scene«                         |          |
| 12. | »Mugen Glider«                       |          |
| 13. | »Siren«                              |          |
| 14. | »Loop & Loop«                        |          |
| 15. | »Understand«                         |          |
| 16. | »N.G.S.«                             |          |
| 17. | »Far and Away" - "Haruka Kanata«     |          |
| 18. | »Compass" - "Rashinban«              |          |
| 19. | »Kimi to Iu Hana«                    |          |
| 20. | »Waterfront" - "Kaigan Dori«         |          |
| 21. | »12«                                 |          |
| 22. | »Hold me tight«                      |          |

### Drugi disk
- Uživo u Shimokitazawa Shelter Clubu

| Br. | Skladba                               | Trajanje |
| --- | ------------------------------------- | -------- |
| 1.  | »Resonance" - "Shindo-Kaku«           |          |
| 2.  | »To Your Town" - "Kimi no Machi Made« |          |
| 3.  | »Entrance«                            |          |
| 4.  | »Waterfront" - "Kaigan Dori«          |          |

- Uživo na sveučilištu Kanto Gakuin

| Br. | Skladba           | Trajanje |
| --- | ----------------- | -------- |
| 1.  | »Kimi to Iu Hana« |          |

## Produkcija
- Masafumi Goto - vokal, gitara
- Kensuke Kita - gitara, prateći vokal
- Takahiro Yamada – bas, prateći vokal
- Kiyoshi Ijichi – bubnjevi